# Fouras

Fouras este o comună în departamentul Charente-Maritime, Franța. În 1 ianuarie 2022 avea o populație de 4.124 de locuitori.